# بستور
بَستور (بَستَ وَئیری) پسر زریر است. بست‌وئیری اسم مرکب است از بست (Basta) و وئیری (Vairi) که در اوستا به معنای دریاچه است. نستور هم در شاهنامه همان بستور است که برادرزادهٔ گشتاسب است. ن اشتباهاً به جای ب نوشته شده است.

## بستور در منابع
در فروردین‌یشت بند ۱۰۳ فروهر پاکدین بستوری (نستور) ستوده شده است. بنا بر مندرجات شاهنامه و یادگار زریران بستور به همراهی پسر عمویش اسفندیار، از خون پدر خود زریر انتقام کشید. سلسله نسب بستور به لهراسب و کی‌پشین و بالاخره به کیقباد می‌رسد. سرگذشت بستور و دلاوری‌های او در میدان رزم یکی از داستان‌ها و حماسه‌های رزمی است که در شاهنامه و یادگار زریران آمده است و برای ایرانیان به ویژه آموزنده و سرافرازی‌بخش است.